# 卡姆 (匈牙利)
卡姆，是匈牙利沃什州所辖的一个村，总面积15.30平方公里，总人口433，人口密度28.3人/平方公里（2010年1月1日）。